# Tacere
Tacere (lat. tacere „schweigen“) ist eine finnische Symphonic-Metal-Band mit weiblichem und männlichem Gesang.

## Werdegang
Tacere begann als Soloprojekt Tacet Lacrimae von Karri Knuuttila. Es wurde schnell klar, dass er eine gesamte Band brauchen würde, um seine Visionen verwirklichen zu können. Gegen Ende 2002 war das erste offizielle Line-Up aufgestellt und zugleich wurde der Bandname auf „Tacere“ verkürzt. Sie nahmen ihre erste Demo namens Into your dreams auf. 2004 schloss sich Helena Haaparanta als Sängerin der Band an. Sie hatte bereits als Gastsängerin auf der Demo The Legend of Gévaudan gesungen. 
Nach drei Jahren voller Arbeit unterzeichneten Tacere Ende des Jahres 2005 ihren ersten Plattenvertrag mit SM-Records.
So konnte im Mai 2006 die erste Single namens I Devour veröffentlicht werden. Ein Jahr darauf folgte das Minialbum A Voice in the Dark im November 2006, welches Platz 9 der finnischen Singlecharts belegte. Im Januar entstand dann ihr erstes Musikvideo zu dem Song Deep Tears of Tragedy.
Im Februar 2007 folgte dann das Debüt-Album Beautiful Darkness.
Sängerin Helena Haaparanta verließ die Band im April 2008 aus persönlichen Gründen. Im Dezember wurde schließlich  Taiya R. Ersatz gefunden. Zudem wurde mit Veli-Matti Kananen auch ein Keyboarder aufgenommen. Im Februar 2009 begannen die Aufnahmen zum zweiten Album.

## Diskografie
- Mai 2006: I Devour (Single)
- November 2006: A Voice in the Dark (EP)
- Februar 2007: Beautiful Darkness (Album)